# Alexandra Park
Alexandra Park é uma atriz australiana. Ela é mais conhecida por seu papel como Claudia Hammond na novela australiana Home and Away, de 2009 a 2013, e por trabalhar na série da E! The Royals como Princesa Eleanor.
Alex começou sua carreira no cinema e na televisão em 2011, ao ser escalado como Veronica na série de TV australiana The Elephant Princess. A partir de 2009 até 2013, Park atuou como Claudia Hammond na novela Home and Away.

## Filmografia
| Ano       | Título                | Personagem                       | Notas           |
| --------- | --------------------- | -------------------------------- | --------------- |
| 2011      | The Elephant Princess | Veronica                         | 23 episódios    |
| 2011      | Packed to the Rafters | Courtney                         | 1 episódio      |
| 2009–2013 | Home and Away         | Claudia Hammond / Robyn Sullivan | 30 episódios    |
| 2013      | Wonderland            | Jodie                            | 1 episódio      |
| 2015–2018 | The Royals            | Princesa Eleanor Henstridge      | Papel principal |
| 2017      | 12 Feet Deep          | Jonna                            |                 |
| 2018      | Shooting in Vain      | Lucy                             |                 |
| 2018      | Ben Is Back           | Cara K                           |                 |